# William Oefelein
William Anthony Oefelein (Fort Belvoir, Virginia, 1965. március 29. –) amerikai pilóta, űrhajós, üzletember.

## Életpálya
1988-ban az Oregon State University villamosmérnöki oklevelet szerzett. 1990-ben kapott repülőgép vezetői jogosítványt. Szolgálati repülőgépe az F/A–18 Hornet volt. Az USS Nimitz (CVN–68) repülőgép-hordozó fedélzetén teljesített szolgálatot a Csendes-óceánon, az Indiai-óceánon és a Perzsa-öbölben teljesített szolgálatot, majd TOPGUN kiképzést kapott. 1995-ben tesztpilóta kiképzésben részesült, az F/A–18 különböző fejlesztéseit tesztelte. 1998-ban az University of Tennessee keretében megvédte diplomáját. Több mint 3000 órát töltött a levegőben, több mint 50 repülőgép típust vezetett illetve tesztelt, több mint 200  alkalommal landolt repülőgép-hordozó felületén.
1998. június 4-től a Lyndon B. Johnson Űrközpontban részesült űrhajóskiképzésben. Egy űrszolgálata alatt összesen 12 napot, 20 órát és 44 percet (308 óra) töltött a világűrben. Űrhajós pályafutását 2007. június 1-jén fejezte be.
2007-ben Floridában letartóztatták Lisa Marie Nowak űrhajósnőt, mert megpróbálta elrabolni Oefelein barátnőjét, Colleen Shipmant. Nowak lett az első űrhajós, akit elutasítottak a NASA-tól. Az ügy hatására kidolgozták a magatartási kódext.

## Űrrepülések
STS–116 a Discovery űrrepülőgép 33., repülésének pilótája. Az ISS építéséhez szállítottak rácsszerkezetet (P5). Az első űrsétával (kutatás, szerelés) az űrsikló rakteréből kiemelték, helyére illesztették az építést segítő hordozóeszközt. A második űrséta alatt a villamosenergia-rendszer újrahuzalozását végezték. A harmadikon az egyik napelem visszahúzó rendszerét javították meg. A nem tervezett negyedik technikai helyreállítási művelet volt Harmadik űrszolgálata alatt összesen 12 napot, 20 órát és 44 percet (308 óra) töltött a világűrben. 8 500 000 kilométert (5 300 000 mérföldet) repült, 170 alkalommal kerülte meg a Földet.